# Sextus Iulius Frontinus
Sextus Iulius Frontinus byl římský spisovatel a politik. Žil v letech 40–103/104. Během svého života dosáhl významného postavení. Byl vojenským velitelem, městským praetorem, třikrát konzulem (v letech 72 nebo 73, 98 a 100), v letech 73/74–77 byl správcem Británie, v roce 86 měl jako prokonzul na starosti provincii Asia. V roce 97 ho císař Nerva učinil správcem vodovodů.

## Dílo
S. I. Frontinus je autorem několika odborných textů, jejichž témata souvisela s Frontinovými zaměstnáními a zastávanými úřady:
- Stratégémata (lat. Strategemata) - jedná se o souhrn příkladů různých vojenských lstí. Mělo sloužit zaneprázdněnému vojevůdci jako místo rychlé inspirace. Spis je rozdělen na čtyři knihy, v první se pojednává o tom, co se má udělat před bitvou, ve druhé o tom, co se má dělat v bitvě samé a po ní, ve třetí jsou příklady spojené s obléháním měst a ve čtvrté návody, jak by se měl vojevůdce chovat. Tato čtvrtá kniha ale pravděpodobně není Frontinova, ale byla připojena k jeho dílu někdy později.

- O vodovodech města Říma (lat. De aquaeductu urbis Romae) - toto dílo vzniklo v souvislosti s Frontinovým úřadem správce vodovodů (Curator aquarum) a mělo sloužit Frontinovi i jeho nástupcům jako pomůcka a příručka. Frontinus sepsal nejprve ve stručnosti historii všech devíti vodovodů, které v jeho době do Říma přicházely, a poté hlavně technické údaje o nich i obecně terminologii spojenou s vodohospodářstvím. Ve druhé knize pak píše víceméně o administrativních záležitostech, o rozdělování vody po městě, o úřadech a institucích s tím spojených atd. Připojil rovněž legislativu týkající se vodovodů.

- O zeměměřičství (lat. De arte mensura) - toto dílo se zachovalo jen ve stručném výtahu.

- O vojenství (lat. De re militari) - zabýval se zde teorií vojenství, dílo se ale nezachovalo.